# Béthaire de Chartres
Béthaire de Chartres († vers 623), aussi connu comme Berthaire ou Bohaire ou, en latin, Bœtharius, ou bien Betharius, a été évêque de Chartres au début du VIe siècle.
C'est un saint chrétien fêté le 2 août.

## Hagiographie
Bohaire est connu en l'an 600 par la chronique de Frédégaire et par une vita tardive qui, malgré ses anachronismes, semble avoir un fondement historique solide.
L'évêque Pappolus lui donne l'autorisation de vivre en ermite près de Blois (en actuel Loir-et-Cher).
Il est nommé chapelain par le roi Clotaire II. En 594, à la mort de l'évêque Pappolus, Béthaire est élu à sa succession en tant qu'évêque de Chartres où il s'installe peu après 595. Le roi Thierry II de Bourgogne conquiert et ravage la ville de Chartres. Pour payer la rançon des prisonniers, Béthaire échange ce qu'il possède, utilisant même le trésor de son église. Il se rend même devant le roi pour échanger sa vie contre celle de ses fidèles. Touché, le roi le libère et restitue les biens. Il meurt en 623.

## Culte
Considéré comme saint, sa fête est célébrée le 2 août dans l’Église catholique.
Une commune du département français du Loir-et-Cher rappelle son nom : Saint-Bohaire. La commune fait d'ailleurs honneur à ses deux appellations, avec la rue Saint-Béthaire et l'allée Saint-Béthaire, mais aussi la seule église de France lui dédiant son vocable : l'église Saint-Bohaire. Un pèlerinage en son hommage est également organisé en l'église Notre-Dame de Bazoches-les-Gallerandes (Loiret).